# MCAT (جين)
إنزيم مالونيل-كوأ-بروتين حامل الأسيل ترانسأسيليز ، Malonyl CoA-acyl carrier protein transacylase في الميتوكوندريا هو إنزيم يتم ترميزه في البشر بواسطة جين MCAT .  

## وظيفته
تم التعرف على البروتين المشفر بواسطة هذا الجين MCAT حصريًا في الميتوكوندريا ، حيث يحفز نقل مجموعة مالونيل من الجزيء مالونيل-كو-أ إلى بروتين حامل الأسيل في المتقدرات (الميتوكوندريا) . قد يكون البروتين المشفر جزءًا من مركب سينثيز الأحماض الدهنية الذي يشبه إلى حد كبير النوع II من معقدات بدائية النواة ومعقدات البلاستيد ، عن تشابهه للمركب العصاري الخلوي من النوع ا البشري. تم العثور على نوعين مختلفين من النسخ يشفران الأشكال التناظرية المختلفة لهذا الجين. 

## الأهمية السريرية
تم إثبات أن الإنزيم المشفر بواسطة الجين MCAT ، جنبًا إلى جنب مع الإنزيمات الأخرى التي تنظم تركيز مالونيل-كو-أ ، ينظم المستويات مثل أنخفاض تركيز مالونيل-كو-أ في أنسجة العضلات البشرية عند القيام بالتدريب الرياضي . هذا الإنزيم يزيد نشاطه في ظل التمرين الرياضي والحركة المجهدة، حيث يُعرف عنه أنه يقوض مالونيل-كو-أ . 

## التفاعلات
يرتبط إنزيم مالونيل-كوأ-بروتين حامل الأسيل ترانسأسيليز البشري في الميتوكوندريا البشرية بالمعقد I الموجود في المتقدرات في الجهاز التنفسي ، حيث يتفاعل وظيفيًا مع ناقل مالونيل الميتوكوندريا (المتقدرات) . يتم ترميز كلا النوعين بواسطة الجينات النووية (الموجودة في نواة الخلية) ، ويعتمد انتقالهما إلى ودخول الميتوكوندريا على وجود الطرف-N في التسلسل المستهدف. 

## اقرأ أيضا
- سلسلة تنفس